# Marcos Carlos Cruz Martínez
Marcos Carlos Cruz Martínez (Frontera, Coahuila; 16 de marzo de 1949) es un político mexicano, miembro del Partido Morena. 
Es profesor normalista y tiene conocimientos en relaciones internacionales. Fue fundador del Partido del Trabajo, así como del Comité de Defensa Popular de Durango, además de haber pertenecido a las organizaciones Política y Popular y Línea de Masas. Fue regidor de 1986 a 1989 y presidente municipal de Durango, Durango, entre 1995 a 1998. Ha sido diputado federal en la LIV Legislatura, LVI Legislatura y la LXI Legislatura y senador de la república en las LVIII Legislatura y en la LIX Legislatura.